# 科朗斯
科朗斯（法語：Correns，法語發音：[kɔʁɑ̃s]）是法国普罗旺斯-阿尔卑斯-蓝色海岸大区瓦尔省的一个市镇，属于布里尼奥勒区。

## 地理
科朗斯（43°29'15"N, 6°4'46"E）面积37.06 平方千米，位于法国普罗旺斯-阿尔卑斯-蓝色海岸大区瓦尔省，该省份为法国东南部沿海省份，北起上普罗旺斯阿尔卑斯省，西北角与沃克吕兹省接壤，西接罗讷河口省，南濒地中海，东临滨海阿尔卑斯省。
与科朗斯接壤的市镇（或旧市镇、城区）包括：卡尔塞斯、沙托韦尔、科蒂尼亚克、阿尔让河畔蒙福尔、蓬特韦斯、勒瓦勒。
科朗斯的时区为UTC+01:00、UTC+02:00（夏令时）。

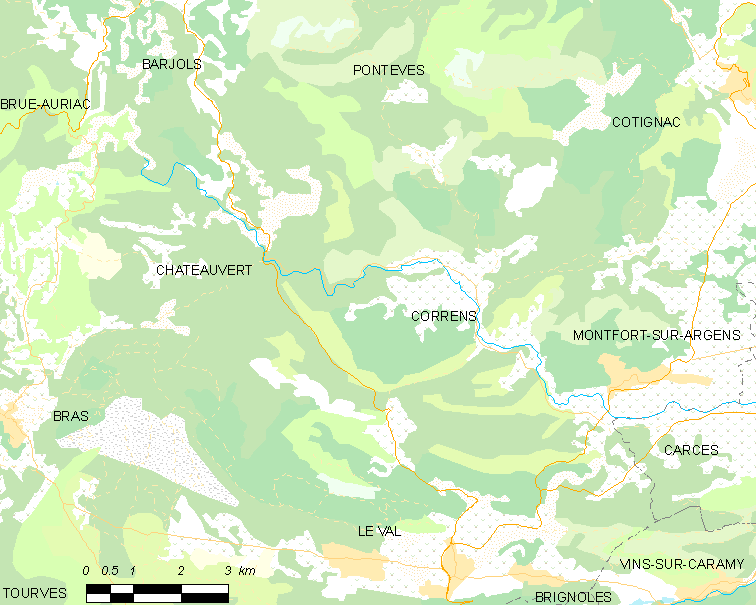
科朗斯的OSM定位图

## 行政
科朗斯的邮政编码为83570，INSEE市镇编码为83045。

## 政治
科朗斯所属的省级选区为布里尼奥勒县。

## 人口

1962-2008年间科朗斯人口变化图示

科朗斯于2022年1月1日时的人口数量为891人。